# Friends and Family
Friends and Family, llamado Amigos y familia en Hispanoamérica y Amigos y familiares en España, es un episodio perteneciente a la vigesimoctava temporada de la serie animada Los Simpson, emitido originalmente el 2 de octubre de 2016 en EE.UU. El episodio fue escrito por J. Stewart Burns y dirigido por Lance Kramer.

## Sinopsis
El Sr. Burns contrata a los Simpsons para que interpreten su familia de realidad virtual, pero excluye a Homer para que el pueda interpretar al papá. Ahora solo, Homer encuentra una nueva mejor amiga en su vecina de la casa de al lado Julia, que come, bebe y piensa como él.